# Crazy love (Van Morrison)
Crazy love is een lied dat geschreven en gezongen werd door Van Morrison en daarnaast nog meermaals gecoverd werd door andere artiesten.
Het is een romantische ballad die hij in februari 1970 uitbracht op zijn elpee Moondance. Het lied verscheen daarnaast op een single, in Nederland op de A-kant met Come running op de B-kant. In verschillende andere landen werden de A-kant en B-kant omgewisseld. Op de singlehoes staat een foto van Van Morrison met zijn toenmalige vrouw Janet "Planet" Rigsbee.
Andere artiesten die het lied opnamen, waren onder meer Brian Kennedy, Aaron Neville, Robbie Robertson, Helen Reddy, Brian McKnight, Rita Coolidge, Bryan Ferry, Rod Stewart, Jensen Ackles, Michael Bolton, Emilíana Torrini, Jools Holland en de Nederlandse zangeres Nadieh.